# Thiotricha prunifolivora
Thiotricha prunifolivora is een vlinder uit de familie van de tastermotten (Gelechiidae). De wetenschappelijke naam van de soort werd voor het eerst geldig gepubliceerd in 2005 door Ueda en Fujiwara.